# Citropsis le-testui
Citropsis le-testui är en vinruteväxtart som beskrevs av François Pellegrin. Citropsis le-testui ingår i släktet Citropsis och familjen vinruteväxter. Inga underarter finns listade i Catalogue of Life.